# Palau nos Jogos Olímpicos de Verão de 2008
Palau participou dos Jogos Olímpicos de Verão de 2008, em Pequim, na China. O país estreou nos Jogos em 2000 e esta foi sua 3ª participação.

### 

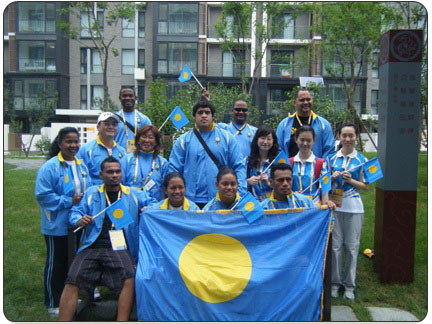
Equipa Olímpica do Palau

## Desempenho

### Atletismo
| Atleta          | Prova           | Eliminatórias | Eliminatórias | Quartos-finais | Quartos-finais | Semifinal   | Semifinal   | Final       | Final       |
| Atleta          | Prova           | Resultado     | Pos.          | Resultado      | Pos.           | Resultado   | Pos.        | Resultado   | Pos.        |
| --------------- | --------------- | ------------- | ------------- | -------------- | -------------- | ----------- | ----------- | ----------- | ----------- |
| Jesse Tamangrow | 100 m masculino | 11.38         | 74            | Não avançou    | Não avançou    | Não avançou | Não avançou | Não avançou | Não avançou |
| Peoria Koshiba  | 100 m feminino  | 13.18         | 74            | Não avançou    | Não avançou    | Não avançou | Não avançou | Não avançou | Não avançou |

### Lutas
| Atleta                   | Prova                            | Qualificação           | 1/8 Final                | Quartos-finais         | Semifinais             | Repescagem ronda 1     | Repescagem ronda 2     | Final                  |
| Atleta                   | Prova                            | Adversário e resultado | Adversário e resultado   | Adversário e resultado | Adversário e resultado | Adversário e resultado | Adversário e resultado | Adversário e resultado |
| ------------------------ | -------------------------------- | ---------------------- | ------------------------ | ---------------------- | ---------------------- | ---------------------- | ---------------------- | ---------------------- |
| Florian Skilang Temengil | Livre até 120 kg masculino       |                        | HUN O. Aubéli D 0-6 1-7  | Não avançou            | Não avançou            | Não avançou            | Não avançou            | Não avançou            |
| Elgin Loren Elwais       | Greco-Romana até 55 kg masculino |                        | IRI H. Sourian D 0-8 0-6 | Não avançou            | Não avançou            | Não avançou            | Não avançou            | Não avançou            |

### Natação
| Atleta                | Prova               | Eliminatória | Eliminatória | Semifinal   | Semifinal   | Final       | Final       |
| Atleta                | Prova               | Tempo        | Pos.         | Tempo       | Pos.        | Tempo       | Pos.        |
| --------------------- | ------------------- | ------------ | ------------ | ----------- | ----------- | ----------- | ----------- |
| Amber Sikosang Yobech | 50 m livre feminino | 30.00        | 71           | Não avançou | Não avançou | Não avançou | Não avançou |